# Eisenbahnbrücke Cahors
Die Eisenbahnbrücke Cahors führt den Abschnitt Brive-la-Gaillarde–Montauban der Bahnstrecke Les Aubrais-Orléans–Montauban-Ville-Bourbon in Cahors in der französischen Region Okzitanien über den Fluss Lot.
Die zweigleisige Bogenbrücke mit oben liegenden Gleisen steht rund ein Kilometer südlich des Bahnhofs Cahors bei Strecken-km 601.080 im Süden der engen Schleife, mit der Fluss die Stadt umschließt und 600 m flussaufwärts der querab der Bahnstrecke stehenden mittelalterlichen Pont Valentré. Sie überquert den Fluss in einem spitzen Winkel in 17 m Höhe.
Das Bauwerk ist einschließlich der steinernen Widerlager 219 m und zwischen ihnen etwa 196 m lang und 8 m breit. Die Brücke besteht aus fünf gusseisernen Segmentbögen mit Stützweiten von je 36 m, die von vier steinernen Pfeilern getragen werden.

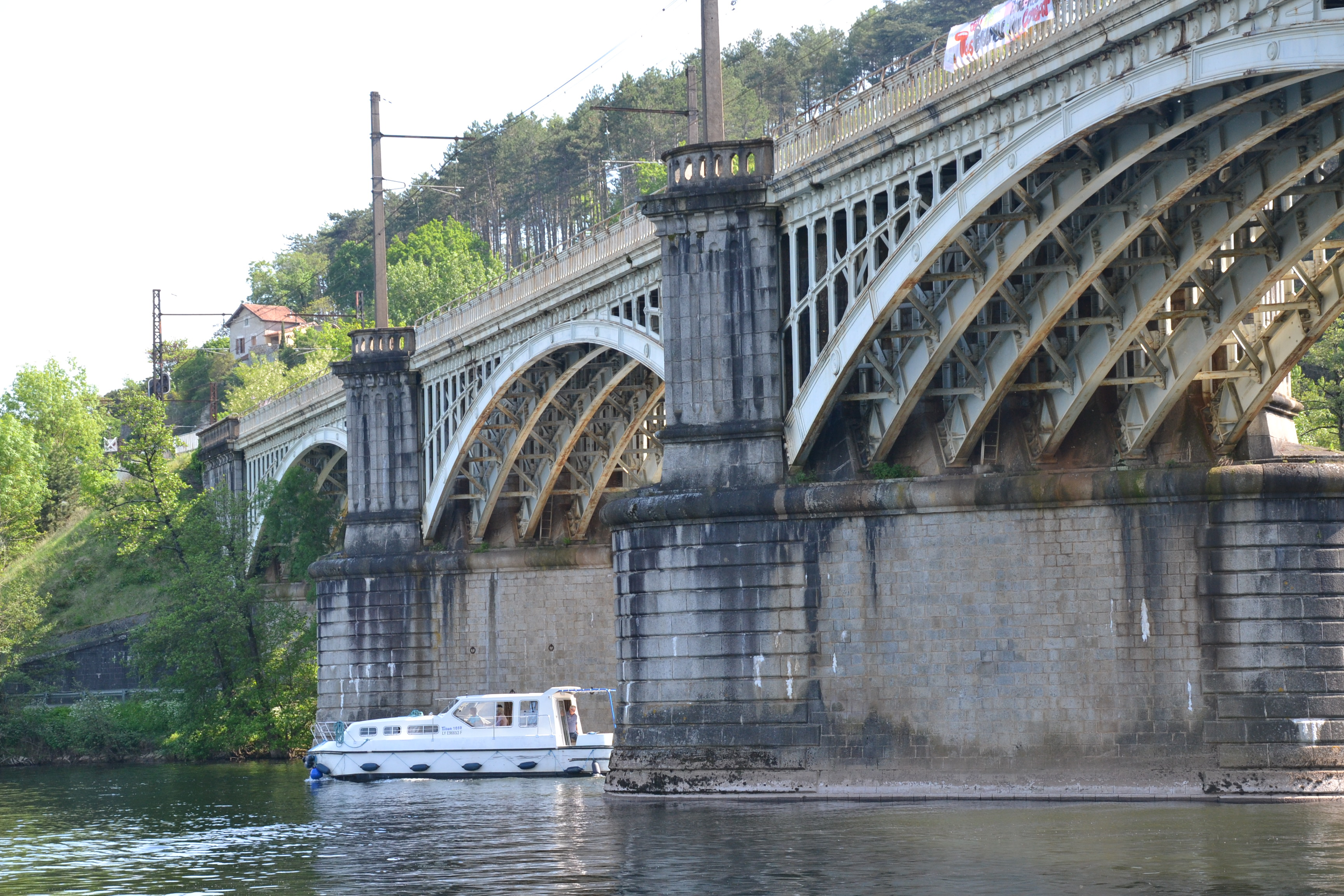
Untersicht der Brücke mit den versetzt angeordneten Bogenrippen

Die senkrechten Wände der Widerlager folgen der Uferlinie und die Pfeiler stehen entsprechend der Strömung in einem Winkel unter der Brücke. Die Bögen der Brücke bilden daher im Grundriss kein Rechteck, sondern ein Parallelogramm. Die sechs Bogenrippen jedes Bogens sind deshalb versetzt angeordnet. Die Bogenrippen bestehen aus einzelnen gusseisernen Abschnitten mit dem Querschnitt eines Doppel-T-Trägers, die miteinander verschraubt sind. Durch zwischen den Flanschen eingefügte Querstege erhalten sie in der Seitenansicht die Form eines Kastens mit drei nebeneinanderliegenden Fächern. Senkrechte, durch Querstege versteifte Stützen übernehmen die Aufständerung des Fahrbahnträgers. Waagrechte und diagonale Profile versteifen die Bogenrippen untereinander. Außen sind die Zwickel durch gusseiserne Formteile ausgefüllt.
Die Brücke wurde im Auftrag der Compagnie du chemin de fer de Paris à Orléans (P.O.) in den Jahren von 1880 bis 1883 von der Compagnie de Fives-Lille errichtet, die die eisernen Teile in Fourchambault gießen ließ.
Die über die Brücke führende Strecke ist nach wie vor die schnellste Verbindung zwischen Paris und Toulouse.